# Digitaria stricta
Digitaria stricta är en gräsart som beskrevs av Albrecht Wilhelm Roth. Digitaria stricta ingår i släktet fingerhirser, och familjen gräs. Inga underarter finns listade i Catalogue of Life.